# الجدول الزمني لاحتجاجات السعودية 2011–12 (مايو–ديسمبر 2011)
فيما يلي الجدول الزمني لاحتجاجات المملكة العربية السعودية 2011-12 من مايو إلى ديسمبر 2011. الاحتجاجات في المملكة العربية السعودية 2011-12 هي سلسلة من الاحتجاجات في المملكة العربية السعودية، والتي بدأت في يناير 2011، تأثرت بـ الاحتجاجات المتزامنة في المنطقة.
في شهري مايو ويونيو، بحافز من الربيع العربي، نظمت منال الشريف وغيرها من النساء حملة حق المرأة في القيادة. كانت الشريف تقود سيارة في مايو واحتُجزتت في 22 مايو، ومن 23 إلى 30 مايو. كما قادت نساء أخريات السيارات، بما في ذلك الممثلة وجنات الرهبيني، التي قُبض عليها بعد القيادة في جدة في 4 يونيو، وأُفرج عنها بعد يوم. من 17 يونيو إلى أواخر يونيو، تم توثيق حوالي سبعين حالة من قيادة النساء للسيارة. في أواخر سبتمبر، حُكم على شيماء جستنيه بعشر جلدات بسبب القيادة في جدة، بعد فترة وجيزة من إعلان الملك عبد الله عن مشاركة المرأة في الانتخابات البلدية لعام 2015 والأهلية كأعضاء في مجلس الشورى السعودي. الملك عبد الله ألغى الحكم.
استمرت الاحتجاجات في منطقة القطيف في مايو وفي أكتوبر، أطلقت الشرطة الذخيرة الحية على المتظاهرين. دعا المتظاهرون في المنطقة الشرقية إلى أن يكون لها دستورها الخاص وجمعية تشريعية، وأن تكون جمعية التنمية والتغيير الخاصة بها مسجلة قانونًا. في أواخر نوفمبر، قُتل ناصر المحيشي وعلي الفاضل ومنيب السيد آل عدنان وعلي عبد الله آل قريريص برصاص قوات الأمن في منطقة القطيف في احتجاجات وجنازات متتالية. استمرت الاحتجاجات في ديسمبر.
تظاهر مئات الأشخاص في الرياض وبريدة في ديسمبر، مطالبين بالإفراج عن السجناء أو محاكمتهم.

## مايو
اندلعت احتجاجات في شوارع القطيف، وبدأت حملة حق النساء في القيادة في مايو 2011. في 5 مايو، وفقًا لتلفزيون برس، احتج مئات الأشخاص في القطيف، في 13 مايو، احتج مئات في القطيف والعوامية، وفي 20 مايو حدثت احتجاجات في القطيف. كانت الاحتجاجات ضد تدخل قوات درع الجزيرة في البحرين، وضد الاحتجاز التعسفي للمتظاهرين في المظاهرات السابقة، ولتحسين حقوق الإنسان، خصوصًا حرية التعبير.
خلال الأسبوع الثاني من مايو 2011، بدأت امرأة تُدعى نجلاء حريري، بقيادة السيارة في جدة على الرغم من الحظر الفعلي على قيادة المرأة. قالت: «قبل ذلك في السعودية، لم تسمع أبدًا عن الاحتجاجات. [لكن] بعد ما حدث في الشرق الأوسط، بدأنا نقبل مجموعة من الناس يخرجون ويقولون ما يريدون بصوت عالٍ، وهذا كان له لها تأثير علي.» في 21 مايو، اعتُقلت منال الشريف، وهي ناشطة في مجال حقوق المرأة ساعدت في بدء حملة حق المرأة في القيادة، لمدة ست ساعات بعد تسجيل فيديو يظهر قيادتها في الخبر في المنطقة الشرقية، تم تصويره من قبل ناشطة أخرى في مجال حقوق المرأة، واكتسب شعبية واسعة على يوتيوب وفيسبوك. تم اعتقال الشريف مرة أخرى في الفترة من 22 مايو إلى 30 مايو، وتم إطلاق سراحها بكفالة، مع تعهد بعدم القيادة وعدم التحدث إلى وسائل الإعلام. ربطت صحيفة «نيويورك تايمز» ووكالة «أسوشيتد برس» المدة الطويلة لاحتجاز الشريف بخوف السلطات السعودية من الاحتجاجات. في 23 مايو، تم احتجاز امرأة أخرى لقيادتها سيارة. سافرت مع امرأتين في الرس وتم احتجازها من قبل شرطة المرور بحضور هيئة الأمر بالمعروف والنهي عن المنكر. تم إطلاق سراحها بعد توقيع تعهد بأنها لن تقود سيارتها مرة أخرى. ردًا على اعتقال الشريف، نشرت العديد من النساء السعوديات فيديوهات لأنفسهن أثناء القيادة في الأيام التالية.

## يونيو
وجنات الرهبيني، ممثلة سعودية شهيرة في العالم العربي لدورها في الكوميديا الساخرة طاش ما طاش، التي تبث سنويًا خلال شهر رمضان، تقود سيارتها «في تحد لحظر طويل الأمد على قيادة السيارة» في 4 يونيو في جدة. تم اعتقالها بعد خروجها من سيارتها وأفرج عنها في اليوم التالي دون كفالة.
في 17 يونيو، وهو الموعد الرئيسي لحملة حق النساء في القيادة، خرجت حوالي 30 إلى 40 امرأة لقيادة السيارات في عدة بلدات في جميع أنحاء السعودية، بما في ذلك مها القحطاني وإيمان النفجان في الرياض، ونساء أخريات في جدة والدمام. عندما قادت سيارتها للمرة الثانية في نفس اليوم، مُنحت القحطاني تذكرة للقيادة بدون رخصة سعودية. فسرت صحيفة الغارديان عدم وجود اعتقالات على أنه تغيير متعمد في سياسة الحكومة، قائلاً، «يبدو أن الشرطة كانت تصدر أوامر بعدم التدخل».

## أكتوبر
في 4 أكتوبر، وقع اشتباك مسلح بين مسلحين مجهولي الهوية وأفراد أمن سعوديين في القطيف، مما أسفر عن إصابة 11 من رجال الشرطة وثلاثة مدنيين على الأقل. ألقت الحكومة باللوم على «دولة أجنبية»، والتي يُفترض أنها إيران، في الاضطرابات.
نشأت هذه المواجهة بسبب صراع في مدينة العوامية، وهي مدينة يغلب عليها الشيعة في منطقة القطيف، عندما اعتقلت قوات الأمن رجلاً عمره 60 عامًا لإجبار ابنه، الذي كان ناشطًا في حركة لإجبار المملكة العربية السعودية على الانسحاب من البحرين، لتسليم نفسه. تم إلقاء زجاجات حارقة على مركز الشرطة. يريد المتظاهرون في المنطقة الشرقية إلى أن يكون لها دستورها الخاص وجمعية تشريعية، وأن تكون جمعية التنمية والتغيير الخاصة بها مسجلة قانونًا.

## نوفمبر
في 20 و 21 و 23 نوفمبر، قُتل خمسة أشخاص، فتاة تبلغ من العمر 9 أعوام، ناصر المحيشي، وعلي الفاضل، ومنيب السيد آل عدنان، وعلي عبد الله آل قريريص، وقتل ستة وأصيب آخرون برصاص الشرطة خلال مظاهرة في القطيف، وجنازة المحيشي، ومتابعة احتجاج على مقتل المحيشي وآل فلفل.

## ديسمبر
في 16 ديسمبر، احتج حوالي 100 شخص، معظمهم من النساء، في الرياض وبريدة للمطالبة بالإفراج عن السجناء أو محاكمتهم. قُبض على حوالي 50 شخصًا في المدينتين. ثم تم إطلاق سراح الكثير يوم 23 ديسمبر. في 23 ديسمبر، نُظِّم اعتصام في المساجد على مستوى البلاد مرة أخرى في مدن من بينها الرياض وجدة، للمطالبة بالإفراج عن الدكتور يوسف الأحمد، الذي سُجن بعد أن أرسل رسالة على تويتر لدعم سجناء العائلات. قال المحتجون إن هناك 30 ألف سجين سياسي، معظمهم من سجناء الرأي في المملكة العربية السعودية. تم اعتقال ثلاثين رجلاً وثلاثين امرأة من بين المتظاهرين في الرياض. وتم إطلاق سراح معظمهم بحلول 28 ديسمبر.
خلال الاحتجاجات في القطيف في 30 ديسمبر، والتي تطالب بالحرية والمساواة والإفراج عن الناشطين السياسيين من السجن، أطلق قناصة الشرطة على أسطح المنازل النيران تجاه المتظاهرين. أصيب ثلاثة متظاهرين على الأقل. نُظمت احتجاجات مماثلة في مدن وقرى أخرى في محافظة القطيف.